# Najskrivenije sećanje ljudi (roman)
Najskrivenije sećanje ljudi  je roman Moameda Mbuara Sara objavljen 2021. godine u izdanjima Filipa Reja i Džimsana. Dobio je Gonkurovu nagradu iste godine, u prvom krugu glasanja.
Do početka novembra 2022, knjiga je prodata u 550.000 primeraka.

## Autor
Moamed Mbuar Sar, rođen 20. juna 1990. u Dakaru u Senegalu, senegalski je pisac. Pohađao je srednju školu - École des hautes études en sciences sociales (EHESS), jednu od najprestižnijih srednjih škola vezane za društvene nauke u Parizu. Autor je knjige Najskrivenije sećanje ljudi, za koju je i dobio Gonkurovu nagradu. Ovu nagradu je osvojio već u prvom krugu glasanja. 2021. godine prodato je 370 000 primeraka nagrađenog romana.

## Rezime
Diegan, narator, senegalski je pisac koji živi u Parizu, u potrazi je za T.S.Elimanom, autorom Lavirinta nečovečnosti, knjige aveti koju je slučajno otkrio i koja mu je promenila život i njegovo shvatanje književnosti. 
Objavljena 1938., ova knjiga bila je uzrok mnogobrojnih kritika, koje su bile manje više rasističke.Njen autor, optužen za plagijat, istog trena je nestao.
U svojoj potrazi, Diegan upoznaje Sigu D., koja izgleda da krije mnogo tajni. Ona poznaje priču Elimanovih roditelja, misteriju njegovog rođenja i skrivene povode njegovog odlaska za Francusku. Ona je takođe upoznala i novinarku koja je intervjuisala Elimanove urednike, koji nisu puno toga izvukli iz njega, spominje se i jedna haićanska pesnikinja koja je živela nekoliko godina sa njim u Argentini. Ni ona nije uspela da okonča  njegovo ćutanje, da razume šta je tražio kada je povremeno putovao po Latinskoj Americi, i da shvati ko je sada postao.
Diegan je pronašao trag Elimana tek godinu dana nakon njegove smrti. Ostavio je jedno pismo za “onog koji bi došao”, kao i sam početak jednog rukopisa. Diegan sad zna šta mu je činiti sa tim rukopisom. 

## Likovi
- Diegan Latir Fej, narator. On je pisac koji je objavio  Anatomiju praznog, prodate u 79. primeraka, no ipak je opisana kao “nešto što obećava u frankofonoj književnosti. On je čuo za Elimanovu knjigu jednim malim spomenom u Kratkom pregledu crnačke književnosti, da bi ga najzad čitao zahvaljujući Sigi D. koja mu je pozajmila primerak i malo po malo poverila mu sve što zna o Elimanu. Diegan nastavlja potragu da bi saznao gde je Eliman, vraća se u Dakar dva dana nakon smrti Fatime Diop, i konačno pronalazi trag, godinu dana nakon Elimanove smrti. Ta Dib mu govori o poslednjim godinama njegovog života i daje mu njegov poslednji rukopis.
- T.S. Eliman. Rođen u Senegalu, posle se preselio u Pariz, autor je Lavirinta nečovečnosti. Ova knjiga priča o jednom svirepom kraju, koji je bio spreman da učini svakakvo Zlo da bi dobio Moć, ali koji otkriva da ga čak i putevi ka Zlu vode ka Humanosti. Štampa ga je optužila za plagijat čim se knjiga pojavila 1938. a Eliman nestaje.Bio je u Francuskoj za vreme rata i pridružuje se Otporu. Proputovao je čitavu Evropu pri Oslobođenju, kasnije stiže u Argentinu 1949. Putuje po čitavoj Južnoj Americi, e najzad nalazi onoga koga je očajnički tražio, Žosefa Engelmana. Vrativiši se u svoje selo, postaje vrač. Umro je imajući preko sto godina, ostavljajući još jedan rukopis za sobom, koji će Diegan pronaći.
- Aida, koja je mešovite rase, od oca Kolumbijca i majke Alžirke. Bila je Dieganova ljubavnica godinu dana, a onda ga ostavlja da bi ispratila alžirsku revoluciju, i ponovo će ga sresti slučajno u Dakaru.
- Brižite Bolem. Novinarka, koja je autorka članka, Ko je bio zaista crnački Rembo ? Tako nastaje Lutanje jedne aveti,1948. Ona odgovara na pitanja koje joj postavlja Siga D. o Elimanu, i kaže da sumnja da on stoji iza talasa samoubistava koja su usmrtila kritičare koji su pisali neprimerene članke o romanu Lavirint nečovečnosti.
- Siga D.[3] Senegalska spisateljica od šezdesetak godina, čija svaka knjiga izaziva skandal. Ćerka Ousenoua Kumaha, dakle bila je Elimanova rođaka. Ona pozamljuje Lavirint nečovečnosti Elimanu i postepeno mu otkriva tajne vezane za ovaj roman.
- Deniz. Martinikanka koja studira filozofiju u Nanteru u isto vreme kad i Siga D., pleše polugola u jednom noćnom klubu da bi preživela. Jedno veče upoznaje nekoga ko bi mogao biti Eliman, i iste večeri umire.
- Fatima Diop. Studentkinja iz Senegala koja je izvršila samoubistvo u požaru, prenošenom uživo na Fejsbuku ispred Senegalske Narodne skupštine. Njena smrt izazvala je brojne antivladine proteste u Dakaru.
- Šarl Elenštajn. Kourednik Lavirnta nečovečnosti, zajedno sa Terezom Džejkob. Pridružuje se Elimanu u uzaudnoj potrazi za grobnicom njegovog oca. 1942. Pokušava da pronađe Elimana u Parizu, ali upoznaje Džosef Engelmana, koji ga je uhapsio i deportovao.
- Džosef Engelman. Nemački oficir u garnizonu u Parizu, njegova ljubavnica je Kler Ledig. Uprkos poznavanju književnosti, uhapsio je Šarla Elenštajna. Eliman će ga progoniti godinama u Latinskoj Americi.
- Tereza Džejkob. Kourednica Lavirinta nečovečnosti zajedno sa Šarlom Elenštajnom. Povučena živi uz obalu mora, poveriće jedno pismo i fotografiju Brižit Bolem, koja će ih proslediti Sigi D.
- Asan Kumah. Muž Mosane i otac Elimana, išao je u školu sa belcima, a potom se pridružuje francuskoj armiji 1914. Dok mu je žena trudna. Nestao je negde na frontu. Sin mu nikada neće naći grobnicu.
- Ousenou Kumah. Elimanov ujak. Kada Asan Kumah, njegov brat blizanac koga mrzi, odlazi u Francusku da bi učestvovao u Prvom svetskom ratu, prima kod sebe Mosanu, Asanovu ženu i buduću Elimanovu majku ; on će brinuti o majci i detetu sve do smrti njene smrti i odlaska njenog sina. Nikada neće prestati da se čudi Mosani : Zašto on ? Pošto je oslepeo, sledi učenje mudrog muslimanskog mistika, i postaje poznati isceljitelj.
- Klaire Ledig. Bivša sekretarka izdavačke kuće Šarla Elenštajna i Tereze Džejkob. Saputnica Jozefa Engelmana, ona će ga izdati protiv svoje volje  Elenštajna, koga su Nemci uhapsili. Biće jako uplašena tokom Oslobođenja.
- Mosana. Elimanova majka. Obojica braće Kumah su je voleli, ona će se udati za Asana. On će je trudnu poveriti svom bratu Ousenou, pre nego što napusti Senegal. Ona će poludeti nakon Elimanovog odlaska u Francusku jer joj se on nije javljao. Nikada nije Ousenou Kumahu odgovorila na pitanje ‘’Zašto on ?‘’
- Muzimbva. Kongoanski pisac koji je već objavio četiri knjige, napustio je posao barmena da bi se posvetio književnosti. Lavirint nečovečnosti otkrio je zahvaljući svom prijatelju Dieganu. Čitanje ove knjige ga ohrabuje da se vrati u svoju zemlju, u selo iz detinjstva, gde je kao dete bio svedok ubistva svojih roditelja, koje su ubili milicioneri.
- Beatris Nanga. Poreklom iz Kameruna, posećuje isti književni krug kao Diegan, Muzimbva i Fustin Sanza.
- Šerif Ngaide. Profesor filozofije, senegalski opozicioni aktivista, bivši Dieganov školski drug. Oseća se odgovornim za smrt Fatime Diop, koja ga je poznavala, i pokušava zauzvrat da izvrši samoubistvo požarom. Diegan ga spašava u poslednjem trenutku, ali ipak će ostati invalid.
- Haićanska pesnikinja. Ćerka diplomate stacioniranog u Argentini. Ona priča Sigi D da je tamo upoznala Elimana 1958. On je posećivao argentinske književne krugove, ali uvek je ćutao. Pošto mu je postala ljubavnica, pokušala je  iz njega da izvuče razloge njegovog bekstva i njegova neprestana putovanja po čitavoj Južnoj Americi. Kao međunarodna državna službenica, preuzela je funkciju u Dakaru sa namerom da uđe u trag Elimanu ; tamo će upoznati mladu Sigu koja je tada bila izgubljena, biće to početak jednog prijateljstva. Zahvaljujući njenoj pomoći, Siga će moći da ode u Francusku da tamo studira.
- Fostin Sanza. Izuzetna značajna ličnost iz oblasti književnosti iz Konga, pesnik od poverenja i književni kritičar oštrog pera, traži istinu u čistoj apstrakciji matematike.
- Stanislav. Poljak, Dieganov cimer, anarhista. Sprema novi prevod Ferdidurkea, roman Vitolda Gombroviča.
- Ta Dib. Jedna od tri supruge Ousenua Kumaha, jedina koja je bila živa u trenutku Dieganove posete. Ona mu je ispričala o Elimanovom povratku 1986. I kako je umro u sto i nekoj godini prošle godine.
- Eva Ture. Uticajna francusko-gvinejska ličnost, žrtva književne raskalašnosti.

## Posveta
Muamed Mbuar Sar posvetio je svoje delo malijskom piscu Jambu Ouloguemu, koji ga je inspirisao za lika Elimana. Takođe postoji i uticaj čileanskog pisca Roberta Bolanja. 

## Izdanja
Moamed Mbuar Sar, Najskrivenije sećanje ljudi, Filip Rej, 2021.

## Napomene i reference
1. ↑  „Goncourt, Renaudot, Femina… Les prix littéraires font-ils encore vendre ?”.
2. ↑  „Moamed Mbuar Sar”.
3. ↑  „Ovaj lik bi bio inspirisan senegalskim piscem Kenom Bugulom, prema članku Mlade Afrike od 3. novembra 2021.Pogledati link”.
4. ↑  „Prix Goncourt 2021 : Mohamed Mbougar Sarr, la littérature et la vie”.